# Konstantin Wassiljewitsch Krainjukow
Konstantin Wassiljewitsch Krainjukow (russisch Константин Васильевич Крайнюков; * 14. März 1902 in Talowka, Russisches Reich; † 4. August 1975 in Moskau) war ein sowjetischer Generaloberst (General-polkownik) der Roten Armee, Politoffizier und Mitglied des Kriegsrates der 40. Armee der Woronescher Front.

## Leben
K. W. Krainjukow wurde im Dorf Talowka (Таловка), in der heutigen Oblast Wolgograd, im Rajon Kamyschinski, in einer ärmlichen Bauernfamilie geboren. Im August 1919 trat er in die Rote Armee ein und war ab 1920 Mitglied der KPdSU.

## Militärische Laufbahn

### Soldat
Als Soldat der Roten Armee nahm er in den Bürgerkriegskämpfen des russischen Bürgerkrieges als Maschinengewehrschütze des 2. Orenburger Schützenregimentes und des 1. Ural-Freiwilligenregimentes teil. Er kämpfte gegen die Truppen des Admirals Alexander Wassiljewitsch Koltschak im Vor-Ural und wurde bei Bulzuk verwundet. Nach seiner Genesung kämpfte er in der Ukraine und im Südkaukasus. Im November 1920 schickte man ihn zur Ausbildung nach Baku, dort absolvierte er eine Maschinengewehrausbildung. Anschließend wurde er als Maschinengewehrschütze auf dem Panzerzug 61 der 11. Armee eingesetzt und war so am sowjetisch-georgischen Krieg und am Daschnak-Aufstand der Armenier beteiligt. Im Jahr 1922 stieg er zum (Polit-)Kommissar eines Panzerzuges auf und wechselte damit in die parteipolitische Arbeit der Armee.

### Dienst als Politoffizier

#### Vor dem Weltkrieg
Ab November 1924 wurde er politischer Ausbilder im 10. Kavallerieregimentes der 2. Kavalleriedivision der Roten Kosaken, später Sekretär des Parteibüros des Regimentes und ab 1930 leitender Ausbilder der politischen Abteilung der Division. Im Mai 1931 wurde er auf die nach Lenin benannte Militärpolitische Akademie kommandiert, die er 1934 als Kursleiter verließ. Ab 1937 diente er als Militärkommissar in einem Kavallerieregimentes.

#### Während des Weltkrieges
Im Mai 1939 wurde er zum stellvertretenden Kommandeur des 2. Kavalleriekorps für politische Angelegenheiten, im Kiewer Militärbezirk, ernannt. Mit diesem Korps war er an den sowjetisch-polnischen Kämpfen, gemäß den Absprachen des deutsch-sowjetischen Nichtangriffspaktes, zur Zerschlagung des polnischen Staates beteiligt und 1940 bei den Kämpfen in der Nordbukowina.
Während des deutsch-sowjetischen Krieges war er zunächst Mitglied des Militärrates der 6. Armee vom 25. August bis zum 1. September 1941, ab dem 13. September 1941 bis 11. November 1942 im Militärrat der 9. Armee, ab November 1942 im Militärrat der 40. Armee und ab Oktober 1943 im Militärrat der 1. Ukrainischen Front. Am 29. Februar 1944 rettete er bei Miljatin (Oblast Riwne, Rajon Ostrozhsky) dem Kommandeur der Woronescher Front, N. F. Watutin, das Leben, in dem er ihn aus dem Feuer von Ukrainischen Aufständischen zog.

#### Nach dem Weltkrieg
Von Juni 1945 bis Mai 1947 war er im Militärrat der Zentralen Gruppe der Streitkräfte. Ab Mai 1947 bis Oktober 1948 Mitglied des Militärrates des Militärbezirk Karpaten als stellvertretender Kommandeur für politische Angelegenheiten. Ab Oktober 1948 bis 1949 war er Leiter der Militärpolitischen Akademie Wladimir Iljitsch Lenin (russisch Военно-политическая академия имени В. И. Ленина). Seit 1949 Erster stellvertretender Leiter des Politischen Hauptdirektorats der sowjetischen Armee (GPU SA, 1950–1953) (russisch: Главное политическое управление Советской армии (ГПУ СА, 1950–1953)). 1953 war er mehrere Monate Leiter der Hauptpolitischen Direktion des Verteidigungsministeriums der UdSSR (GPU Mo UdSSR, 1953–1958) (russisch: Главное политическое управление Министерства обороны СССР (ГПУ МО СССР)). Im Juni 1953 wurde er Mitglied des Militärrates der Gruppe der sowjetischen Besatzungstruppen in Deutschland versetzt und bereits im November 1953 wurde er wieder als Mitglied des Militärrates der Zentralen Gruppe der Streitkräfte versetzt. Seit 1955 war er Mitglied des Militärrates des baltischen Militärbezirks. Ab Januar 1958 wurde er stellvertretender Leiter der Wehrwissenschaftlichen Direktion des Generalstabs für politische Angelegenheiten.
Im Juli 1969 ging er in den Ruhestand. Krainjukow war Mitglied der Redaktion der Zeitschrift für Militärgeschichte (russisch: Военно-исторический журнал), eine monatliche erscheinende, populärwissenschaftliche Publikation aus der Sowjetzeit, die heute immer noch durch das Verteidigungsministeriums der Russischen Föderation veröffentlicht wird.
Er starb am 4. August 1975 und wurde auf dem Nowodewitschi-Friedhof in Moskau beigesetzt.

### Auszeichnungen

#### UdSSR
- 4 Leninorden (23. Oktober 1943, 21. Februar 1945, 25. Mai 1945, 24. März 1962)
- 5 Rotbannerorden (5. November 1941, 4. Februar 1943, 3. November 1944, 15. November 1950, 22. Februar 1968)
- Suworow-Orden 1. Klasse (6. April 1945)
- Kutusow-Orden 1. Klasse (29. Juli 1944)
- Bohdan-Chmelnyzkyj-Orden 1. Klasse (29. Mai 1944)
- Orden des Vaterländischen Krieges 1. Klasse (27. August 1943)

#### Andere Staaten
- Orden des Kreuzes von Grunwald (Volksrepublik Polen)
- Ritter des Ordens Virtuti Militari (Volksrepublik Polen)
- Tschechoslowakisches Kriegskreuz 1939 (Tschechoslowakei)
- Dukel-Gedenkmedaille (Tschechoslowakei)
- Medaille für Oder, Neiße, Ostsee (Volksrepublik Polen)
- Medaille "Für Ihre und unsere Freiheit" (Volksrepublik Polen)

## Militärische Dienstgrade
- Brigadekommissar (3. November 1939)
- Divisionskommissar (1942)
- Generalmajor (20. Dezember 1942)
- Generalleutnant (2. März 1944)
- Generaloberst (16. Juni 1965)